# Џанум
Џанум (тур.  — „душо моја”, транслит.  — „душа”, хинд. जानुम, Урду جَانُمْ, бенг. জানুম), позната и као "Моје моје", балада је певачице Теја Доре и једна од најслушанијих песама икада на српском језику.

## Позадина
У настанку песме учествовали су Теја Дора, Цоби и Luxonee. Пратеће вокале певао је Албино. Теја Дора је истакла да јој је тешко да пева Џанум уживо јер је подсећа на оца Драгана, којег је изгубила 2021. године након тешке и краће болести, а коме је ово била омиљена песма коју је она направила.
Снимљена је првенствено као песма за филм Јужни ветар: На граници, али је тужна сцена у филму, коју је требало да прати, избачена у пост-продукцији, те постаје насловна нумера истоимене серије. Осим што је Цоби дао инспирацију за коришћење турцизма џанум у тексту и прве стихове, утицао је и на комплетно њено стварање. Продукцијски тим је од Теја Доре тражио да направи модерну обраду руске традиционалне песме за филм, али је Цоби предложио да се ипак направи нова композиција. Спот је радио Ребислав Ребић Реби.

## Пријем
Џанум убрзо након објављивања остварује велики комерцијални успех у региону, а касније и у свету, највише захваљујући друштвеној мрежи Тик-ток на којој постаје вирална. Слушаоци су песму прозвали добрим материјалом за Евровизију и утицали на певачицу да се пријави на национално такмичење ПЗЕ '24 на ком побеђује и постаје српска евровизијска представница.
Сингл се у априлу позиционирао на 6. месту Билбордове музичке лествице у Хрватској. У мају 2023. године на листи 200 најтраженијих песама према претраживачу за музику Шазам, Теодорин хит нашао се у свом врхунцу на 2. месту на глобалном нивоу. Дана 22. маја Џанум је заузео 4. место на глобалној топ-листи највиралнијих песама на Спотифају. Теја Дора је у јуну такође постала трећи српски извођач који је прешао милион месечних слушалаца на поменутом стриминг сервису.
У првих 6 месеци песма достиже преко 42 милиона слушања на Спотифају. Такође је пратећа нумера у преко 800 хиљада видеа на Инстаграму и 200 хиљада на Тик-току, касније достиже више од милијарду и по слушања, тј. прегледа на истим платформама. Постаје прва песма на српском језику која престиже милион лајкова на платформи Јутјуб. У септембру Теја Дору на Спотифају слуша 3 милиона слушалаца, што је нови рекорд. Песма је била и хит на бројним радио станицама у Европи, Азији, Јужној Америци, Канади, Аустралији, Африци и САД. Обраде песме радили су многи извођачи широм света, индијски певач Ајушман Куран, бугарска певачица Андреа, руска певачица Семи и други.  Песма достиже 100 милиона слушања на Спотифају.
Песма се могла наћи у бројним видео снимцима о трагичним убиствима која су се десила у ООШ „Владислав Рибникар” у Београду због тужне мелодије и текста, али у и другим виралним видеима са сличном тематиком.
За овај сингл Теја Дора добија дијамантску плочу из Турске, платинасте плоче из Индије и низ златних плоча из европских земаља. Песма је преведена на 198 језика.